# Emomali Rahmon
Emomali Rahmon (5. listopada 1952.) Tadžikistanski je političar koji obnaša dužnost predsjednika Tadžikistana (ili tome odgovarajućih funkcija) od 1992. Iako je hvaljen zbog stabiliziranja Tadžikistana nakon Tadžikistanskog građanskog rata, kritiziran je kao autoritativan, a skupine poput Human Rights Watcha prozivaju ga zbog zatvaranje vladinih kritičara, kampanje za prisiljavanje na povratak prognanih političkih neistomišljenika u inozemstvu i ograničavanja slobode izražavanje i slobode vjerovanja. Također je optužen za opsežni nepotizam.

## Rani život
Rahmon je rođen kao Emomali Šaripovič Rakhmonov od oca Sharifa Rahmonova (umro 1992.) i majke Mayram Šarifove (1910. – 2004.), u seljačkoj obitelji u Danghari, (Kulobska oblast, danas provincija Hatlon). Njegov otac bio je veteran Crvene armije iz Drugog svjetskog rata, dobitnik je Reda slave u 2. i 3. stupnju. Od 1971. do 1974. godine, Rahmonov je služio u sovjetskoj Pacifičkoj floti, kad je bio stacioniran u Primorskom kraju. Nakon odsluženja vojnog roka, Rahmon se vratio u rodno selo gdje je neko vrijeme radio kao električar.
Kao aparatčik u usponu u Tadžikistanu, postao je predsjedavajući kolektivne državne farme svoje rodne Danghare. Prema njegovoj službenoj biografiji, Rahmon je 1982. godine diplomirao ekonomiju na Tadžikistanskom državnom sveučilištu. Nakon što je nekoliko godina radio u Danghara Sovhozu, Rahmon je 1987. imenovan predsjednikom sovhoza.

## Promjena imena
U ožujku 2007. Rahmonov je promijenio prezime u Rahmon, riješivši se završetka "-ov" u ruskom stilu. Odrekao se i dijela prezimena Šaripovič. Rahmon je objasnio da je to učinio iz poštovanja prema svojoj kulturnoj baštini. Nakon spomenutog, mnoštvo vladinih dužnosnika, članova parlamenta i državnih službenika širom zemlje učinila je isto završetak. U travnju 2016. Tadžikistan je službeno zabranio davanje patronimika i prezimena u ruskom stilu novorođenoj djeci.

## Vanjske poveznice
- Službene stranice